# Barry Brown
Pour l'acteur, voir Barry Brown (acteur).
 (juillet 2018).
Barry Brown (Kingston (Jamaïque), 1962 - idem, 29 mai 2004) est un chanteur jamaïcain de reggae, ayant commencé sa carrière dans les années 1970 avec le producteur Bunny Lee.
Archétype du chanteur sufferer, son talent tenait plus à ses intonations roots et aux émotions qu'il transmettait qu'à la justesse de son chant. Son premier tube Step it up Youthman sortit en 1979. Barry Brown rencontra un grand succès lors de l'ère early dancehall (1979-1982).
Il est décédé des suites d'une chute alors qu'il se trouvait dans un studio d'enregistrement.

## Biographie
Barry Brown a été l’un des nombreux chanteurs à avoir connu le succès dans les années 1970 avec le producteur de disques Bunny Lee. Après avoir formé un groupe de courte durée appelé The Aliens avec Rod Taylor et Johnny Lee, Brown est allé en solo. Bien que sa première sortie, "Girl You're Always On My Mind", ait eu peu d'impact, son style vocal a rapidement trouvé une popularité, avec son premier single à succès avec l'album "Step It Up Youthman" de 1979, qui a mené à un album du même nom sur Paradise Records. L'un des artistes les plus réussis de l'ère du début du dancehall, Brown a travaillé avec certains des plus grands producteurs jamaïcains de l'époque, dont Linval Thompson, Winston "Niney The Observer", Holness, Sugar Minott et Coxsone Dodd, ainsi que la publication de matériel auto-produit. Il a enregistré pour Studio One en 1983, y compris en Extrême-Orient. Après avoir publié onze albums entre 1979 et 1984, les parutions de Brown deviennent plus sporadiques, bien que son travail continue à occuper une place prépondérante sur les systèmes de son. tels que ceux de Jah Shaka.
Dans les années 1990, l'état de santé de Brown se détériorait, il souffrait d' asthme et de problèmes de toxicomanie. Il est décédé en mai 2004 au studio d'enregistrement Sone Waves de Kingston, en Jamaïque, après être tombé et se frapper la tête.

## Discographie

### Albums
- 1978 - Stand Firm (Justice)
- 1978 - Step It Up Youthman (Paradise)
- 1979 - Cool Pon Your Corner (Trojan)
- 1979 - Superstar (Striker Lee)
- 1979-1981 - Showcase : Midnight Rock At Channel One (Abraham)
- 1980 - I'm Not So Lucky (Black Roots)
- 1980 - Artist Of The 80's (T.Robinson)
- 1980 - Showcase (Third World)
- 1980 - Showcase (Jammys)
- 1980-1981 - Barry Brown (Thompson Sounds)
- 1981 - Vibes Of Barry Brown (Gorgon)
- 1982 - Far East (Channel One)
- 1983 - Showdown Vol 1 (Barry Brown et Little John) (Empire)
- 1984 - Roots & Culture (Barry Brown et Willi Williams) (Uptempo)
- 1984 - Right Now
- 1986 - More Vibes Of Barry Brown Along With Stama Rank (Barry Brown & Stama Rank) (King Culture)
- 2002 - King Jammy Presents Barry Brown (Black Arrow)

### Compilations
- At King Tubbys Studio
- Barry
- Barry Brown Meets Cornell Campbell
- Love & Protection
- Mr Moneyman
- Rich Man Poor Man [1978-1980]
- Sings Roots & Culture (Barry Brown et Johnny Clarke)
- Steppin Up Dub Wise (2003)
- The Best Of Barry Brown